# مركب وصفي
المركب الوصفي هو اللفظ المركب من الصفة والموصوف نحو الرجل الكريم. وهو من أقسام المركب البياني.